# 4 mai 1966
Le mercredi 4 mai 1966 est le 124e jour de l'année 1966.

## Naissances
- Peter Jaks (mort le 5 octobre 2011),
- Stefano Sollima, cinéaste et réalisateur de films italien
- Stéphane Béasse, footballeur français
- Willie Falconer, footballeur écossais
- José Pérez Serer, footballeur espagnol
- Emmanuel Bricard, joueur d'échecs français
- Sheila O'Connor, actrice française
- Kheops, disc jockey et producteur de hip-hop français
- John Stevens, joueur professionnel et entraîneur de hockey
- Tom Richmond, illustrateur et caricaturiste américain.
- Jihad Azour, économiste libanais

## Décès
- Wojciech Brydziński (né le 28 janvier 1877), acteur polonais de théâtre et de cinéma
- Edmond Locard (né le 13 décembre 1877), professeur de médecine légale français
- Amédée Ozenfant (né le 15 avril 1886), peintre français
- Alex Osborn (né le 24 mai 1888), publicitaire américain
- Gerhard Menzel (né le 29 septembre 1894), écrivain et scénariste allemand

## Autres événements
- Sortie du film Des oiseaux, petits et gros
- Fiat conclut un important accord pour la construction d’une usine à Togliatti, en Union soviétique. Le nouveau plan prévoit de quadrupler la production d'automobiles en passant d'une production de 200 000 à 800 000 unités. Fiat et Renault sont candidats à aider les soviétiques à monter des usines. En Ukraine, Fiat sera autorisé à construire une usine pour monter un modèle dérivé de la Fiat 124 et qui emploiera 20 000 ouvriers pour une production attendue de 300 000 unités. Renault obtient en juin un important contrat pour moderniser différentes usines existantes, notamment celles qui produisent la Moskvitch.[réf. nécessaire]